# Roger Tsien
Roger Yonchien Tsien (New York, 1º febbraio 1952 – Eugene, 24 agosto 2016) è stato un biochimico statunitense, di origine cinese, docente di chimica e biochimica all'Università della California, San Diego, e vincitore del premio Nobel per la chimica nel 2008 assieme a Osamu Shimomura e Martin Chalfie  per la scoperta della Green Fluorescent Protein usata come marcatore in medicina. È stato anche un pioniere dell'imaging del calcio.

## Biografia
Tsien è nato da una famiglia cinese americana a New York, nel 1952. È cresciuto a Livingston, nel New Jersey e ha frequentato la Livingston High School.  Tsien ha sostenuto che i suoi antenati erano di Hangzhou, in Cina. Suo padre Hsue-Chu Tsien, un alunno del MIT e della Shanghai Jiao Tong University, era un ingegnere meccanico.
Tsien soffriva di asma da bambino e, di conseguenza, era spesso a casa. Ha passato ore a condurre esperimenti di chimica nel suo laboratorio nel seminterrato. Quando aveva 16 anni, ha vinto il primo premio nella Westinghouse Talent Search nazionale con un progetto che indagava su come i metalli si legano al tiocianato.
Tsien ha frequentato l'Harvard College con una borsa di studio. Si è laureato summa cum laude in chimica e fisica nel 1972.  Secondo il suo compagno di stanza del primo anno, l'economista e politico dell'Iowa Herman Quirmbach, "probabilmente non è un'esagerazione dire che è la persona più intelligente che abbia mai incontrato... e ho incontrato un sacco di persone brillanti".
Dopo la laurea, Tsien è entrato a far parte del Laboratorio di Fisiologia presso l'Università di Cambridge a Cambridge, in Inghilterra, con una borsa di studio Marshall, e ha abitato al Churchill College, Cambridge. Ha conseguito il dottorato di ricerca in fisiologia nel 1977 per la ricerca su "The Design and Use of Organic Chemical Tools in Cellular Physiology" sotto la supervisione formale di Richard Adrian nel Dipartimento di Fisiologia e l'assistenza di Andy Holmes, Gerry Smith e Jeremy Sanders nel Dipartimento di Chimica.

## Carriera
Dopo il suo dottorato di ricerca, Tsien è stato ricercatore presso il Gonville and Caius College di Cambridge dal 1977 al 1981.  È stato nominato membro della facoltà presso l'Università della California, Berkeley, dal 1982 al 1989. Nel 1989 ha lavorato presso l'Università della California, San Diego, come professore di Farmacologia e di Chimica e Biochimica, e come ricercatore dell'Howard Hughes Medical Institute.
Tsien ha contribuito ai campi della biologia cellulare e della neurobiologia scoprendo tag fluorescenti geneticamente programmabili, consentendo così agli scienziati di osservare il comportamento delle molecole nelle cellule viventi in tempo reale. Ha anche sviluppato indicatori fluorescenti di ioni calcio e altri ioni importanti nei processi biologici.
Nel 2004, Tsien ha ricevuto il Wolf Prize in Medicine "per il suo fondamentale contributo alla progettazione e all'applicazione biologica di nuove molecole fluorescenti e fotolabili per analizzare e perturbare la trasduzione del segnale cellulare".

## Premio Nobel

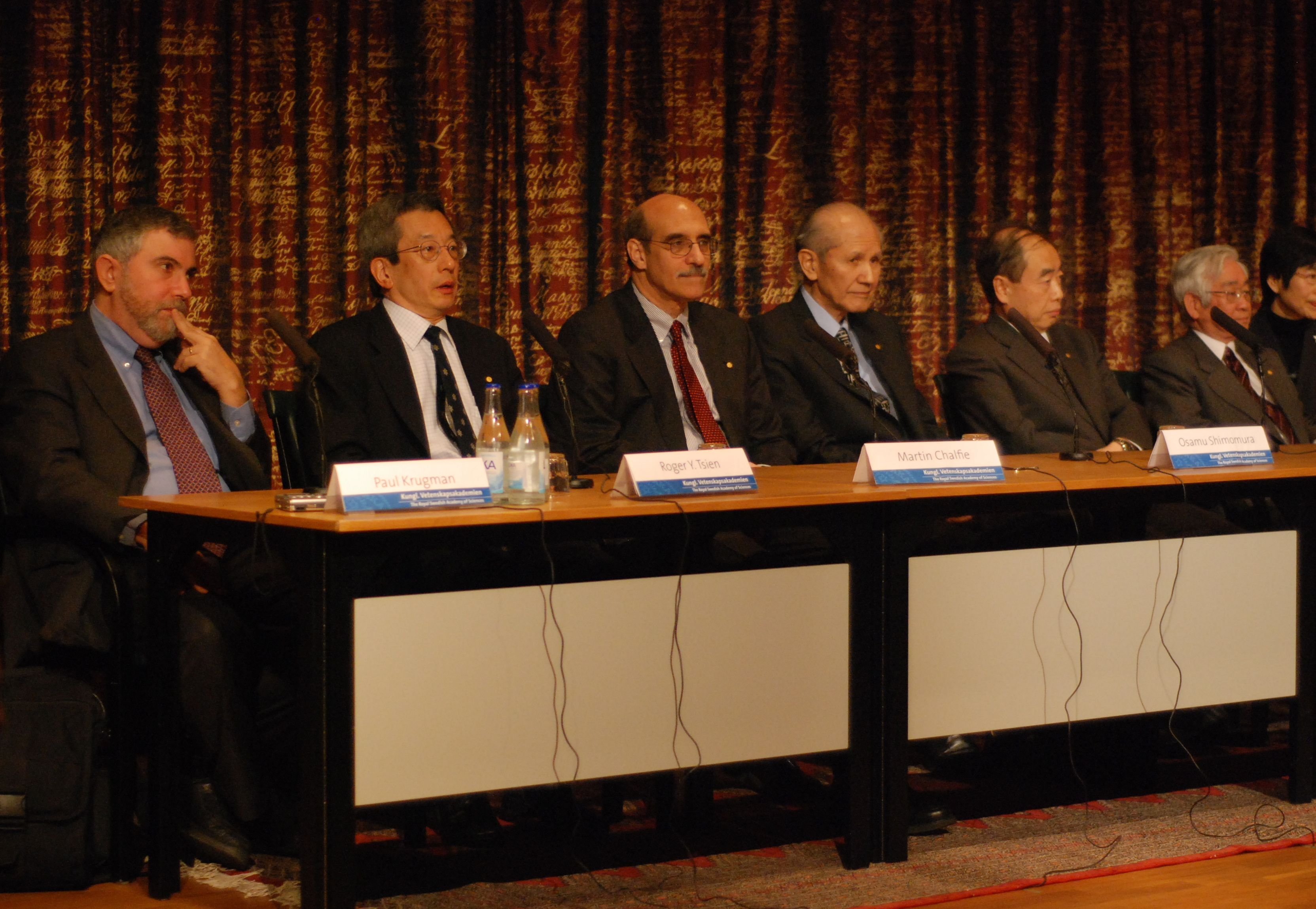
Paul Krugman, Roger Tsien, Martin Chalfie, Osamu Shimomura, Makoto Kobayashi e Toshihide Maskawa, Premi Nobel nel 2008, alla conferenza stampa dell'Accademia svedese delle Scienzed a Stoccolma

Nel 2008, Tsien ha condiviso il Premio Nobel per la Chimica con Osamu Shimomura e Martin Chalfie per "la proteina fluorescente verde: scoperta, espressione e sviluppo".

### Proteine fluorescenti
Le proteine fluorescenti multicolori sviluppate nel laboratorio di Tsien vengono utilizzate dagli scienziati per tracciare dove e quando determinati geni sono espressi nelle cellule o in interi organismi. Tipicamente, il gene che codifica per una proteina di interesse è fuso con il gene per una proteina fluorescente, che fa brillare la proteina di interesse all'interno della cellula quando la cellula viene irradiata con luce ultravioletta e consente ai microscopisti di tracciarne la posizione in tempo reale. Questa è una tecnica così popolare che ha aggiunto una nuova dimensione ai campi della biologia molecolare, della biologia cellulare e della biochimica.
Dalla scoperta della GFP di tipo selvaggio, sono stati progettati e testati numerosi mutanti diversi di GFP. Il primo significativo balzo in avanti è stato una mutazione puntiforme singola (S65T) riportata da Tsien nel 1995 su Nature. Questa mutazione ha notevolmente migliorato la fluorescenza (sia l'intensità che la fotostabilità) e le caratteristiche spettrali della GFP. Si può quindi chiaramente osservare uno spostamento del picco di eccitazione maggiore a 488 nm con il picco di emissione che rimane a 509 nm, che corrispondeva molto bene alle caratteristiche spettrali del FITC comunemente disponibile. Tutto ciò ha quindi ampiamente amplificato la praticità dell'utilizzo della GFP da parte degli scienziati nella loro ricerca. Tsien ha contribuito principalmente a gran parte della nostra comprensione di come funziona GFP e allo sviluppo di nuove tecniche e mutanti di GFP.
Gli ex tirocinanti di Roger Y. Tsien includono Atsushi Miyawaki e Alice Y. Ting .

Filmato GFP che mostra l'intera struttura e ingrandisce il cromoforo fluorescente. Film creato da Erik A. Rodriguez con UCSF Chimera da PDB: 1EMA in memoria di Roger Y. Tsien per il Birch Aquarium.

#### Cronologie dello sviluppo GFP coinvolto da Tsien
- 1994: Tsien ha mostrato il meccanismo con cui si forma il cromoforo GFP in una reazione chimica che richiede ossigeno ma senza l'aiuto delle altre proteine.
- 1994-1998: Tsien e collaboratori hanno creato vari mutanti GFP mediante modificazione genetica e aggiustamento strutturale. Le varianti di GFP appena create possono brillare più intensamente e mostrare colori diversi, come giallo, ciano e blu.
- 2000-2002: Tsien ha prodotto varianti monomeriche di DsRED, che possono brillare nei toni del rosso, rosa e arancione. Sorprendentemente, da allora complicate reti marcromolecolari di organismi viventi possono essere etichettate o contrassegnate utilizzando "tutti i colori dell'arcobaleno".

Altri punti salienti dettagliati coinvolti da Tsien: 
- 2002: viene rivelata la differenza strutturale critica tra GFP e DsRed. Un doppio legame in più nel cromoforo di DsRed estende la sua coniugazione provocando così lo spostamento verso il rosso.
- 2002: viene sviluppato per la prima volta Monomeric DsRed (mRFP).
- 2004: sono stati generati nuovi FP "frutto" (mediante evoluzioni dirette in vitro e in vivo).

Nel 2009, un nuovo tipo di proteina fluorescente a infrarossi (IFP) è stato sviluppato dal gruppo di Tsien e ulteriormente riportato e descritto da Science. I nuovi IFP sono sviluppati da fitocromi batterici invece che da organismi multicellulari come le meduse. In condizioni normali, i fitocromi batterici assorbono la luce per la segnalazione invece della fluorescenza, ma possono diventare fluorescenti dopo aver eliminato alcune delle parti di segnalazione con mezzi genetici come la mutagenesi diretta al sito Per fluorescere, gli IFP richiedono un cromoforo esogeno, la biliverdina.
Nel 2016, una nuova classe di proteine fluorescenti è stata evoluta da una ficobiliproteina di cianobatteri (Trichodesmium erythraeum), α -allophycocyanin, e denominata piccola proteina fluorescente ultra rossa (smURFP). smURFP auto- cataliticamente incorpora il cromoforo biliverdina senza la necessità di una proteina esterna, nota come liasi. Le proteine fluorescenti derivate da meduse e coralli richiedono ossigeno e ne producono una quantità stechiometrica perossido di idrogeno dopo la formazione del cromoforo. smURFP non richiede ossigeno né produce perossido di idrogeno e utilizza il cromoforo, biliverdina. smURFP ha un grande coefficiente di estinzione (180.000 M −1 cm −1) e ha una resa quantica modesta (0,20), che lo rende paragonabile alla luminosità biofisica di eGFP e ~ 2 volte più luminoso della maggior parte delle proteine fluorescenti rosse o molto rosse derivate da corallo. smURFP ha proprietà spettrali simili al colorante organico Cy5.

### Imaging del calcio
Tsien è stato un pioniere dell'imaging del calcio ed è noto per lo sviluppo di vari coloranti che diventano fluorescenti in presenza di particolari ioni come il calcio. Uno di questi coloranti, fura-2, è ampiamente utilizzato per monitorare i cambiamenti della concentrazione di calcio all'interno delle cellule. indo-1 e fluo-3, altri popolari indicatori di calcio, sono stati anch'essi sviluppati dal gruppo di Tsien rispettivamente nel 1985 e nel 1989. Ha anche sviluppato indicatori fluorescenti per altri ioni come magnesio, zinco, rame, ferro, piombo, cadmio, alluminio, nichel, cobalto e mercurio.
L'equorina è anche uno strumento utile per indicare il livello di calcio all'interno delle cellule; tuttavia, presenta alcune limitazioni, principalmente è che il suo gruppo protesico celenterazina viene consumato in modo irreversibile quando emette luce, quindi richiede l'aggiunta continua di celenterazina nel supporto. Per superare tali problemi, il gruppo di Tsien ha anche sviluppato il sensore basato sulla calmodulina, chiamato Cameleon.

### Morte
Tsien è morto il 24 agosto 2016  mentre si trovava su una pista ciclabile a Eugene, Oregon.  Prima della sua morte, Tsien era sopravvissuto al cancro e aveva subito un ictus nel 2013.
"Era davanti a tutti noi", ha detto la moglie di Tsien, Wendy. "È sempre stato un avventuriero, un esploratore, uno spirito libero e ambizioso. Coraggio, determinazione, creatività e intraprendenza erano i tratti distintivi del suo carattere. Ha realizzato molto. Non sarà dimenticato".

## Vita privata
Secondo il libro di genealogia del clan Qian (Tsien), Tsien è un discendente di 34 generazioni del re Qian Liu del regno Wuyue dell'antica Cina. La sua famiglia appartiene alla linea del re Qian Hongzong. I genitori di Tsien, Hsue-Chu Tsien e Yi-Ying Li (李懿颖), provenivano rispettivamente da Hangzhou e Pechino.
Tsien aveva un certo numero di ingegneri nella sua famiglia allargata, tra cui suo padre Hsue-Chu Tsien che era un ingegnere meccanico istruito al MIT e i fratelli di sua madre YT Li (李耀滋) e Shihying Lee (李诗颖), che erano professori di ingegneria al MIT. La madre di Tsien, Yi-Ying Li, era un'infermiera. Il famoso scienziato missilistico Tsien Hsue-shen, considerato il padre co-fondatore del Jet Propulsion Laboratory del California Institute of Technology e, in seguito, il direttore dei programmi cinesi di missili balistici e spaziali, è cugino del padre di Tsien.
Tsien era il fratello minore di Richard Tsien, rinomato neurobiologo alla New York University, e Louis Tsien, ingegnere del software. Tsien, che chiamò il proprio lavoro ingegneria molecolare, una volta disse: "Sono condannato dall'ereditarietà a fare questo tipo di lavoro".
Era sposato con Wendy Globe.